# LGBT práva ve Skotsku

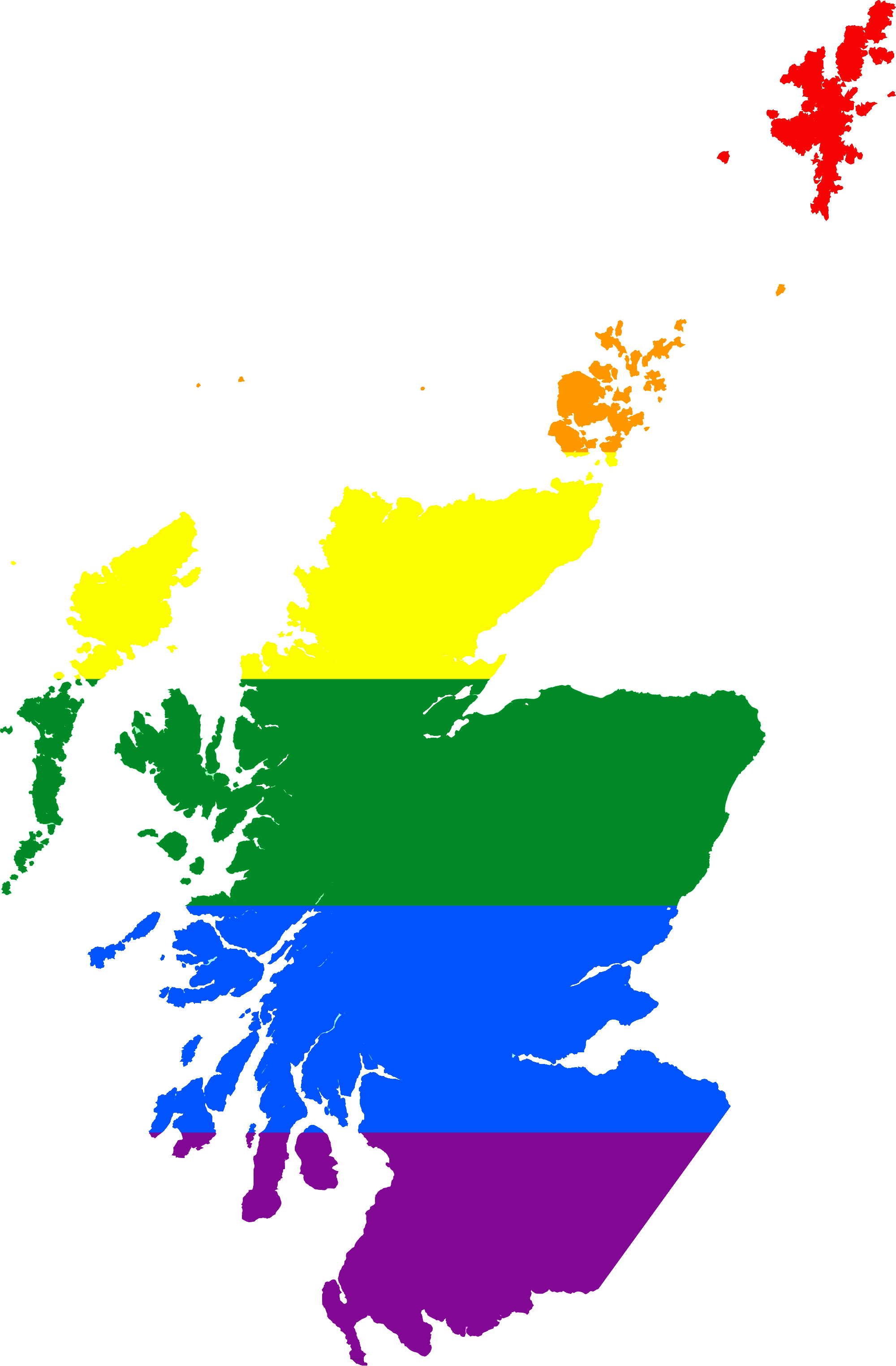
Duhová mapa Skotska

Situace práv leseb, gayů, bisexuálů a translidí (LGBT) je ve Skotsku všeobecně velmi podobná zbytku Spojeného království, v němž v poslední době došlo k pokroku, jež jej zařadil mezi  progresivní země v Evropě. V letech 2015 a 2016 obdrželo Skotsko status evropské země s nejvyšším standardem LGBTI rovnoprávnosti.
Stejnopohlavní sexuální styk je ve Skotsku legální od roku 1980. Legální věk způsobilosti k pohlavnímu styku je sjednocený od roku 2001. Manželství osob stejného pohlaví schválil skotský parlament v únoru 2014. Schválený návrh získal královský podpis 12. března 2014. Nový zákon nabyl účinností k 16. prosinci 2014 s přeměnou statusu registrovaného partnerství na manželství, ač byly první obřady stejnopohlavních sňatků naplánovány na 31. prosince 2014. Před legalizací stejnopohlavních sňatků mohly od r. 2005 homosexuální páry žijící ve Skotsku uzavírat registrované partnerství. Plná adopční práva získaly homosexuální páry v r. 2009. Diskriminace jiných sexuálních orientací a genderových identit je zakázána od r. 2010.

## Zákony týkající se stejnopohlavní sexuální aktivity
Historický právní aspekt mužské homosexuality byl následující: „Anglosaské právo kriminalizující sodomii nezahrnovalo ustanovení o nesouhlasu či odporu pasivního účastníka. Reflektovalo pouhý formální nesouhlas s homosexualitou a činil obě strany vinnými ze spáchání trestného činu.“ Záznamy o trestních opatřeních jsou na rozdíl od utrechtských procesů limitovány. Nelze s jistotou říci, zda je tomu tak z důvodu nedostatku usvědčených pachatelů, nezájmu o takové praktiky či nedohledatelných dokumentů. Baron David Hume citujíc záznamy o dvojnásobném procesu v r. 1570 a dalším v r. 1630 řekl následující: „Trestný čin sodomie je pouze dvakrát zmíněný v našich dokumentech. Tehdy se používalo termínu sodomie. Všechny takové procesy končily trestem smrti.“ Podle dalšího záznamu z roku 1832 měl být muž usvědčený ze dvou trestných činů sodomie z devíti odsouzen k doživotnímu vyhnanství. Jiné údaje pojednávají o ustanovení speciální komise pro případ Gavin Bell v r. 1645.
V r. 1967 podpořil britský parlament přijetí nového zákona o sexuálních zločinech, který zčásti dekriminalizoval homosexuální pohlavní styk v Anglii a Walesu. Ve Skotsku byla homosexualita dekriminalizována až v r. 1980 na stejném základě jako nový zákon o sexuálních zločinech - novelou skotského trestního zákona. Sekci 2A zakazující podporu homosexuality zrušilo Skotsko ihned v prvních dvou letech existence skotského parlamentu s odvoláním se na „etický kodex“ veřejného života.
V červnu 2018 přijal skotský parlament zákon o rehabilitaci (Historical Sexual Offences (Pardons and Disregards) Act 2018) všech mužů usvědčených ze sexuálních styků s jinými muži před zrušením zákonů proti homosexualitě. Nová právní úprava se vztahuje jak na žijící, tak i zemřelé osoby. Ačkoliv je nová legislativa spíše symbolická, mohou díky ní všichni, kteří mají záznam v trestním rejstříku pro praktikování homosexuality, požádat o výmaz, a být tak opět oficiálně bezúhonní. Využít tohoto práva lze prostřednictvím příslušného skotského ministerstva, které na žádost odstraní veškeré veřejně přístupné informace o odsouzené osobě, na níž se nově nahlíží, jako by daný trestný čin nikdy nespáchala.

## Stejnopohlavní soužití

### Registrované partnerství
Po přijetí zákona o registrovaném partnerství (2004) britským parlamentem získaly skotské homosexuální páry možnost uzavírat registrované partnerství. Registrované partnerství dává stejnopohlavním párům většinu (ale ne všechna) práv a povinností vyplývajících z občanského sňatku. Registrovaní partneři mají stejná majetková práva jako manželé, včetně osvobození od dědické daně, rovného přístupu k sociálnímu zabezpečení a důchodovým benefitům, jakož i rodičovské odpovědnosti k dítěti partnera , včetně povinnosti se přiměřeným způsobem podílet na jeho výchově, právu stavby, životnímu pojištění, statusu blízké osoby při návštěvě v nemocnici atd. Rozvod partnerství je pouze formálním procesem.
Legalizace stejnopohlavního manželství přinesla do skotských registrovaných partnerství několik pozoruhodných novinek. Ještě než se skotská vláda definitivně rozhodla, zda podpoří či nepodpoří přeměnu registrovaných partnerství na manželství, představila následující zásady:
- Možnost pro církevní obce a náboženské představitele seznámit se s novinkami v manželství a registrovaném partnerství ve světle vzrůstajících znepokojení ohledně vynucených svatebních obřadů.
- Přístup církevních obcí a náboženských představitelů k registrovanému partnerství.

Od listopadu 2015 lze jakékoli registrované partnerství uzavřené na území Spojeného království, včetně Skotska a Severního Irska, přeměnit na manželství bez nutnosti předchozího rozvodu partnerství.

### Stejnopohlavní manželství
Stejnopohlavní manželství bylo ve Skotsku legalizované a první obřad se konal 31. prosince 2014. Zákon dává náboženským organizacím a oddávajícím svobodu rozhodování, zda budou oddávat stejnopohlavní páry, či nikoliv. Čili legalizace stejnopohlavních sňatků neodepřela náboženským organizacím právo na uplatňování svých klerikálních zásad.
25. července 2012 oznámila skotská vláda svůj záměr legalizovat stejnopohlavní manželství. K tomuto kroku se odhodlala i přes odpor Skotské církve a Katolické církve Skotska. Navzdory podpoře tehdejšího prvního ministra prohlásila jeho zástupkyně a současná předsedkyně Skotské národní strany Nicola Sturgeonová, že církev nebude nucena k oddávání stejnopohlavních párů. Po fázi konzultace obdrželi ministři přes 19 000 vyjádření ze strany veřejnosti.
27. června 2013 zpracovala skotská vláda návrh novely zákona o manželství a registrovaném partnerství (Skotsko).
4. února 2014 zahájil skotský parlament dokončil třetí čtení návrhu a zahájil finální hlasování ohledně přijetí zákona o manželství osob stejného pohlaví. Nový zákon byl přijat v poměru hlasů 108:15. 12. března 2014 jej schválila královna. Britský parlament obecně přijímá veškeré nezbytné změny zákonů, aby dosáhnul ustanovení vyplývajících ze zákona o rovnosti (2010). I přesto ale ctí právo církevních obcí a náboženských představitelů na výhradu svědomí a s ním související rozhodování, zda oddávat na své půdě stejnopohlavní páry, či nikoliv, podle skotského vzoru. První skotská homosexuální svatba se konala 31. prosince 2014. Již předtím byla stávající registrovaná partnerství počínaje od 16. prosince 2014 přeměňována na manželství.
V červnu 2017 rozhodla Skotská episkopální církev, že homosexuální páry budou moci uzavírat manželství podle církevního kanonického práva. Tato změna se týká pouze episkopálních církví operujících ve Skotsku, nikoliv ostatních církví nebo denominací. V květnu 2018 rozhodla generální synoda Skotské církve v poměru hlasů 345:170 o zřízení výboru, který se bude zabývat otázkou stejnopohlavního manželství. Finální rozhodnutí na tuto právní otázku by měla vydat v roce 2020.

## Adopce a rodičovská práva
S účinností od 28. září 2009 smějí homosexuální páry ve Skotsku osvojovat děti. Tu samou dobu vešel v účinnost Zákon o péči o děti (Skotsko) 2009 (Looked After Children (Scotland) Regulations 2009) umožňující homosexuálním párům mít rovný status pěstounů s ostatními páry.
Právní pozice týkající se spolurodičovství v situace, kdy homosexuální muž/gay pár daruje lesbickému páru spermie je následující. Po změnách implementovaných zákonem o embryích a umělém oplodnění (2008) se vychází z presumpce rodičovství homosexuálního protějšku oplodněné ženy. Pokud žije lesbický pár v partnerství nebo manželství a nechá se uměle oplodnit od muže, má možnost se rozhodnout, zda rodičovská práva a povinnosti připadnou na partnerku/manželku oplodněné ženy, anebo poskytovatele spermie.
Altruistické náhradní mateřství je ve Spojeném království legální, tedy i ve Skotsku. Zákon přistupuje ke gay párům využívajícím institutu náhradního mateřství obdobně jako k heterosexuálním párům a odkazuje je v těchto věcech k relevantním soudům, které rozhodují o jménu dítěte v rodném listě a jeho rodičích a poručnících.

## Ochrana před diskriminací
Ustanovení zákona o rovnosti (2010) přijatým britským parlamentem se vztahují i na skotský právní řád. Po implementaci zákona se respektuje probíhající změna pohlaví, manželství, registrované partnerství, pohlaví a sexuální orientace jako diskriminační důvod. Zákon zakazuje diskriminaci, harašment a pronásledování kohokoli, koho lze definovat jako skupinu jmenovanou v tomto zákoně.
V r. 2009 přijal skotský parlament zákon zvyšující trestní sazbu v případě trestného činu spáchaného z motivu jiné sexuální orientace, nebo genderové identity oběti.

## Změna pohlaví
Podle zákona o změně pohlaví (Gender Recognition Act 2004) mohou ve Skotsku translidé procházet úřední změnou pohlaví.
V r. 2018 oznámila skotská vláda, že plánuje zahájit politické a odborné diskuze na téma právního uznávání nebinárního genderu v úředních dokumentech a snížení věku způsobilosti k tranzici na 16 let.

## Sexuální výchova
Skotská národní strana ve svém manifestu z r. 2016 vyjádřila jasnou podporu včlenění sexuální výchovy do školních osnov, včetně seminářů o rovnosti pro pedagogické pracovníky, jejichž součástí jsou i LGBT témata. V listopadu 2018 řekla skotská vláda, že se LGBT-inkluzivní vzdělávání stane součástí rámcových vzdělávacích programů. Tento krok byl uvítán skotskými LGBT aktivisty, kteří se odvolávali na studii, podle níž 9 z 10 LGBT Skotů zažívá na škole homofobní šikanu, přičemž se 27 % z nich pokusilo o sebevraždu.

## Životní podmínky

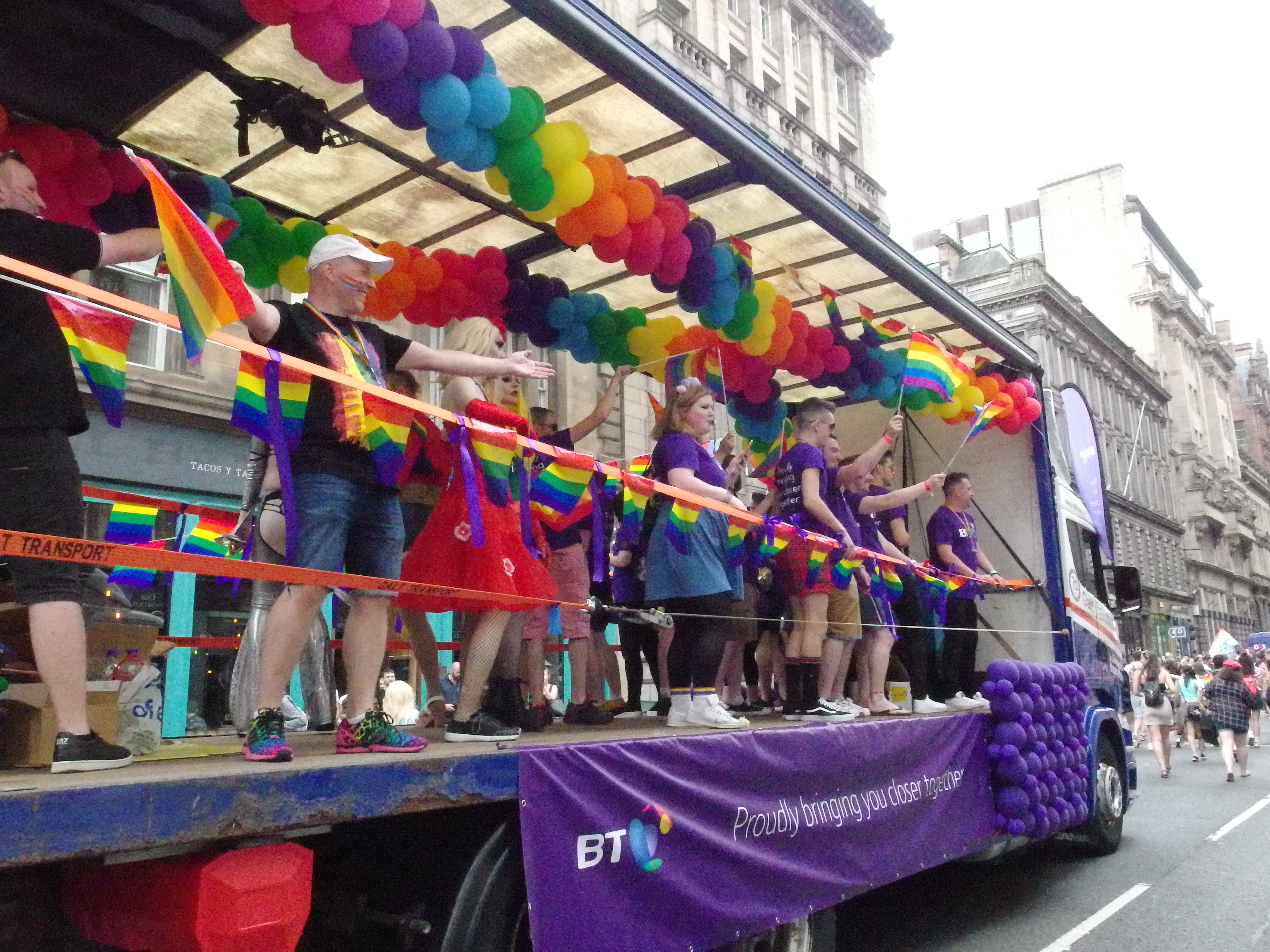
Účastníci festivalu Glasgow Pride (2018)

Postoje skotské veřejnosti k příslušníkům LGBT komunity se v posledních desetiletích razantně změnily. V 80. letech bylo zdejší společenské klima jedním z nejextrémnějších, nejhomofobnějších, nejnepřátelštějších a otevřeně antipatických vůči příslušníkům sexuálních menšin. Z tohoto důvodu byli LGBT jednotlivci zpravidla nuceni žít v utajení, přestěhovat se do Anglie, nebo v některých případech i spáchat sebevraždu. Navzdory těmto tendencím se ve Skotsku zrodilo několik malých LGBT sociálních a politických skupin, které začaly požadovat zrušení sekce 2A (Section 2A) zakazující „podporu homosexuality“. K tomu došlo v roce 2000 navzdory silné opozici. Začátkem 21. století se skotská společnost začala stávat stále více akceptující. V r. 2004 byl přijat zákon umožňující translidem úřední změnu pohlaví. Registrované partnerství bylo legalizováno v r. 2005, plná adopční práva homosexuálních párů v r. 2009 a homosexuální sňatky v r. 2014. V současnosti je Skotsko považováno za jednu z nejvíc LGBT-friendly zemí na světě. Podíl na výrazné změně skotské veřejnosti k akceptaci homosexuálních vztahů a LGBT minority lze připsat hlavně médiím. Podle průzkumu Scottish Social Attitudes (SSA) si v r. 2000 pouze 29 % Skotů myslelo, že homosexuální vztahy nejsou nikdy špatné. V roce 2015 s tím souhlasilo už 59 % respondentů. V r. 2014 vyjádřilo v průzkumu stejné agentury 68 % Skotů podporu stejnopohlavnímu manželství. 17 % bylo proti. Větší podporu 83 % vyjádřily mladší ročníky v porovnání s věkovou skupinou 65 a více let, z níž bylo pro homosexuální sňatky pouze 44 %. Podporu také vyjádřilo víc žen (72 %), než mužů. Co se týče náboženského vyznání, tak tam byla větší podpora znát mezi ateisty a osobami bez vyznání (81 %), než mezi katolíky (60 %), nebo protestanty (59 %).
V r. 2016 vedly většinu skotských politických stran otevřeně LGBT osoby: Skotští konzervativci – Ruth Davidsonová, Skotská strana práce – Kezia Dugdaleová, Skotská zelená strana – Patrick Harvie a Skotská organizace Strany nezávislosti Spojeného království – David Coburn.
Glasgow a Edinburgh mají velmi bohatou LGBT scénu s velkým množstvím gay barů, klubů, hospod a restaurací. Menší města jako Aberdeen, Stirling a Dundee taktéž hostí několik LGBT událostí. Pride Glasgow, každoroční průvod hrdosti se pravidelně koná každé léto, a je považován za největší LGBT událost ve Skotsku s účastí 50 tisíc lidí. Edinburský Pride Scotia se koná každý rok v červnu a jeho nedílnou součástí je taktéž pochod městem.

## Souhrnný přehled
| Legální stejnopohlavní styk                                                                                         | (1981)                                  |
| Stejný věk legální způsobilosti k pohlavnímu styku pro obě orientace                                                | (2001)                                  |
| Antidiskriminační zákony v zaměstnání                                                                               | (2010)                                  |
| Antidiskriminační zákony v přístupu ke zboží a službám                                                              | (2010)                                  |
| Antidiskriminační zákony v ostatních oblastech (homofobní urážky, zločiny z nenávisti)                              | (2010)                                  |
| Zákony proti transfobní diskriminaci                                                                                | (2010)                                  |
| Zákony proti homofobním a transfobním trestným činům                                                                | (2009)                                  |
| Uznání stejnopohlavního soužití (registrované partnerství)                                                          | (2005)                                  |
| Stejnopohlavní manželství                                                                                           | (2014)                                  |
| Adopce dítěte partnera                                                                                              | (2009)                                  |
| Společná adopce dětí stejnopohlavními páry                                                                          | (2009)                                  |
| LGBT osoby smějí otevřeně sloužit v armádě                                                                          | (2000)                                  |
| Možnost změny pohlaví                                                                                               | (2005)                                  |
| Přístup k umělému oplodnění pro lesbické ženy                                                                       | (2009)                                  |
| Automatické rodičovství stejnopohlavních partnerů, nebo manželů rodičů dětí z homoparentálních rodin v rodném listě | (2009)                                  |
| Zákaz konverzní terapie dětí a mládeže                                                                              | No                                      |
| Zákon rehabilitující osoby usvědčené z praktikování homosexuality (před dekriminalizací)                            | (2018)                                  |
| Náhradní mateřství pro gay páry                                                                                     | No                                      |
| MSM smějí darovat krev                                                                                              | / (Požadována tříměsíční zkušení lhůta) |